# Mehmet Uzun
Mehmet Uzun (ur. 6 czerwca 1950 w Kayacık) – turecki zapaśnik w stylu wolnym. Olimpijczyk z Montrealu 1976, gdzie zajął czwarte miejsce w kategorii do 82 kg.
Wicemistrz świata w 1978; czwarty w 1971, 1973 i 1977. Czwarty na mistrzostwach Europy w 1975 i 1977. Brązowy medalista igrzysk śródziemnomorskich w 1971 i 1975 roku.